# Гонзага
Гонзага (итал. Gonzaga) је насеље у Италији у округу Мантова, региону Ломбардија.
Према процени из 2011. у насељу је живело 5230 становника. Насеље се налази на надморској висини од 19 м.

## Становништво
| 1936.  | 1951.  | 1961. | 1971. | 1981. | 1991. | 2001. | 2011. |
| ------ | ------ | ----- | ----- | ----- | ----- | ----- | ----- |
| 10.088 | 10.080 | 8.044 | 7.079 | 7.287 | 7.501 | 8.054 | 9.138 |